# Rio Abaixo
Rio Abaixo é um tipo de afinação utilizada na viola caipira, sendo uma das afinações mais comuns no Brasil. Sua característica é a de produzir um acorde de sol maior com as cordas tocadas soltas.
A afinação Rio Abaixo seria originada na lenda de que o Diabo costumava descer os rios tocando viola nessa afinação e, com ela, seduzindo as moças e as carregando rio abaixo. Do violeiro que utiliza esta afinação diz-se, eventualmente, que pode estar enfeitiçado ou ter feito pacto com o demônio, porém a afinação é de origem portuguesa, presente na região de Amarante.
Um dos violeiros mais famosos que usam essa afinação é Almir Sater.